# العلاقات الأيرلندية الجيبوتية
العلاقات الأيرلندية الجيبوتية هي العلاقات الثنائية التي تجمع بين جمهورية أيرلندا وجيبوتي.

## مقارنة بين البلدين
هذه مقارنة عامة ومرجعية للدولتين:
| وجه المقارنة                                              | جمهورية أيرلندا                                       | جيبوتي                    |
| --------------------------------------------------------- | ----------------------------------------------------- | ------------------------- |
| المساحة (كم2)                                             | 70.27 ألف                                             | 23.20 ألف                 |
| عدد السكان (نسمة)                                         | 4.76 مليون                                            | 956.99 ألف                |
| الكثافة السكانية (ن./كم²)                                 | 67.74                                                 | 41.25                     |
| العاصمة                                                   | دبلن                                                  | جيبوتي                    |
| اللغة الرسمية                                             | اللغة الأيرلندية، لغة إنجليزية، الإنجليزية الأيرلندية | لغة فرنسية، اللغة العربية |
| العملة                                                    | جنيه أيرلندي، يورو، عملات اليورو الأيرلندية           | فرنك جيبوتي               |
| الناتج المحلي الإجمالي (بليون دولار)                      | 333.73 مليار                                          | 1.84 مليار                |
| الناتج المحلي الإجمالي (تعادل القوة الشرائية) بليون دولار | 318.16 مليار                                          | 3.10 مليار                |
| الناتج المحلي الإجمالي الاسمي للفرد دولار أمريكي          | 61.13 ألف                                             | 1.95 ألف                  |
| الناتج المحلي الإجمالي للفرد دولار أمريكي                 |                                                       | 3.27 ألف                  |
| مؤشر التنمية البشرية                                      | 0.916                                                 | 0.470                     |
| رمز المكالمات الدولي                                      | +353                                                  | +253                      |
| رمز الإنترنت                                              | .ie                                                   | .dj                       |
| المنطقة الزمنية                                           | 00، ت ع م+01:00، أوروبا/دبلن ‏                         | ت ع م+03:00               |

## منظمات دولية مشتركة
يشترك البلدان في عضوية مجموعة من المنظمات الدولية، منها:
| علم المنظمة | اسم المنظمة                        | تاريخ انضمام جمهورية أيرلندا | تاريخ انضمام جيبوتي |
| ----------- | ---------------------------------- | ---------------------------- | ------------------- |
|             | مؤسسة التنمية الدولية              | 22 ديسمبر 1960               | 1 أكتوبر 1980       |
|             | يونسكو                             | 3 أكتوبر 1961                | 31 أغسطس 1989       |
|             | وكالة ضمان الاستثمار متعدد الأطراف | 27 أكتوبر 1989               | 12 يناير 2007       |
|             | الأمم المتحدة                      | 14 ديسمبر 1955               | 20 سبتمبر 1977      |
|             | الاتحاد البريدي العالمي            | ?                            | ?                   |
|             | البنك الدولي للإنشاء والتعمير      | 8 أغسطس 1957                 | 1 أكتوبر 1980       |
|             | الاتحاد الدولي للاتصالات           | 8 ديسمبر 1923                | 22 نوفمبر 1977      |
|             | منظمة حظر الأسلحة الكيميائية       | ?                            | ?                   |
|             | مؤسسة التمويل الدولية              | 11 سبتمبر 1958               | 1 أكتوبر 1980       |
|             | منظمة التجارة العالمية             | ?                            | ?                   |
|             | منظمة الشرطة الجنائية الدولية      | ?                            | ?                   |

## وصلات خارجية
- موقع وزارة الخارجية الأيرلندية